# Serra das Almas (filme)
Serra das Almas é um filme brasileiro de drama com elementos de thriller, dirigido por Lírio Ferreira e lançado nos cinemas em 24 de abril de 2025. Com roteiro de Paulo Fontenelle, Audemir Leuzinger e Maria Clara Escobar, o longa é uma coprodução entre a Carnaval Filmes e a Urso Filmes, com distribuição da Imagem Filmes.
Estrelado por Julia Stockler e Mari Oliveira, o filme venceu o Prêmio Netflix 2024.

## Enredo
Ambientado no sertão de Pernambuco, Serra das Almas acompanha um roubo de joias que reúne um antigo grupo de amigos desajustados. Conforme se escondem e confrontam segredos enterrados, os personagens precisam encarar memórias mal resolvidas e fazer escolhas cruciais. Em meio ao calor escaldante da serra e às feridas emocionais que os unem, cada um buscará sua forma de liberdade — ou encontrará a própria ruína.

## Elenco
- Julia Stockler
- Ravel Andrade
- Jorge Neto